# جيمي غريفيثز
جيمي غريفيثز (بالإنجليزية: Jamie Griffiths)‏ (4 يناير 1992 في المملكة المتحدة - ) هو لاعب كرة قدم بريطاني في مركز الوسط. لعب مع إيبسويتش تاون ونادي بليموث أرجايل ونادي كيترينغ تاون ونادي سودبوري وLong Melford F.C. ‏.

## وصلات خارجية
- جيمي غريفيثز على موقع قاعدة بيانات كرة القدم.إي يو (الإنجليزية)
- جيمي غريفيثز على موقع Soccerbase.com (لاعب) (الإنجليزية)